# Walentin Alexandrowitsch Serow

Selbstportrait

Walentin Alexandrowitsch Serow (russisch Валентин Александрович Серов, wiss. Transliteration Valentin Aleksandrovič Serov; Betonung: Walentín Alexándrowitsch Serów; * 7. Januarjul. / 19. Januar 1865greg. in Sankt Petersburg; † 22. Novemberjul. / 5. Dezember 1911greg. in Moskau) war ein russischer Maler, Grafiker und Portraitmaler. Er gilt als ein Vertreter der russischen Jugendstilmalerei.

## Leben
Serow wurde in Moskau als Sohn des Komponisten Alexander Nikolajewitsch Serow und seiner jüdischen Frau Walentina Serowa geboren und nach dem Tod seines Vaters als Kind vom großen Kunstmäzen Sava Mamontov adoptiert. Nachdem er kurzzeitig das Gymnasium besucht hatte, unterrichtete ihn Ilja Repin von 1878 bis 1879 in Paris und Moskau im Malen und Zeichnen. In der Zeit von 1880 bis 1885 besuchte er die Petersburger Kunstakademie unter Pawel Tschistjakow. Repin und auch Tschistjakow hatten nachhaltigen Einfluss auf seine frühen Werke. Am meisten beeinflussen ließ er sich jedoch durch Werke der Alten Meister, die er in Museen Russlands und Westeuropas kennenlernte.
Serow verließ die Akademie mit einer Silbermedaille und begann als selbständiger Maler zu arbeiten. Eines seiner bekanntesten und ersten bedeutenden Werke war Das Mädchen mit den Pfirsichen (Девочка с персиками) aus dem Jahr 1887, das Wera, die Tochter des Industriellen und Kunstmäzens Sawwa Mamontow, zeigt und heute in der Tretjakow-Galerie in Moskau ausgestellt ist. Dieses Bild zählt zu den Werken des frühen russischen Impressionismus.
Ab 1890 richtete er sein Hauptaugenmerk auf das Malen von Portraits. In den Folgejahren bildete er vor allem Personen der Zeitgeschichte, wie Schauspieler, Künstler sowie Schriftsteller, ab. Dazu zählen beispielsweise Isaak Lewitan (1893), Nikolai Leskow (1894) sowie Nikolai Rimski-Korsakow, den er 1898 portraitierte. Diese Portraits sind heute ebenfalls in der Tretjakow-Galerie ausgestellt.
1894 trat Serow der Bewegung der Peredwischniki bei. Etwa in dieser Zeit begann er zunehmend Familienportraits zu malen, hauptsächlich von Kindern und Frauen. Bei seinen Kinderportraits legte er Wert auf Posen und Gestik, um die Spontaneität des Augenblicks in den Bewegungen festzuhalten. Beispiele dafür sind die Portraits Kinder (Дети) aus dem Jahr 1899 sowie Mika Morosow (Мика Морозов), entstanden 1901. Sie sind in der Tretjakow-Galerie zu finden.
In seiner späteren Schaffensphase variierte Serow verschiedene Maltechniken – Wasserfarben, Pastellfarben, Lithografien usw. Seine Portraitgestalten wurden dadurch nach und nach verfeinert dargestellt. Dies waren vor allem die Portraits von Wassili Katschalow, Tamara Karsawina, zahlreiche Figuren aus den Erzählungen von Iwan Krylow. Diese Werke entstanden in den Jahren 1908 bis 1911 und sind in der Tretjakow-Galerie, dem Russischen Museum und anderen Galerien zu sehen.
In der Zeit von 1890 bis zum Beginn des 20. Jahrhunderts schuf Serow viele Landschaftsmalereien. In den Jahren von 1897 bis 1909 lehrte er außerdem an der Moskauer Hochschule für Malerei, Bildhauerei und Architektur. Unter seinen Studenten waren unter anderen Georgi Alexejew, Pawel Kusnezow, Nikolai Sapunow, Martiros Sarjan, Kusma Petrow-Wodkin, Nikolai Uljanow und Konstantin Juon.
Nach der Jahrhundertwende ging Serow wieder zur Portraitmalerei über. So schuf er 1904 ein Portrait von Maxim Gorki, das heute im Gorki-Museum in Moskau ausgestellt ist. Weitere Portraits der Schauspielerin von Marija Jermolowa sowie eine Kohlezeichnung des Opernsängers Fjodor Schaljapin entstanden.
In seinen letzten Lebensjahren widmete er sich der Darstellung von Themen der klassischen Mythologie und der Geschichte.

## Werke

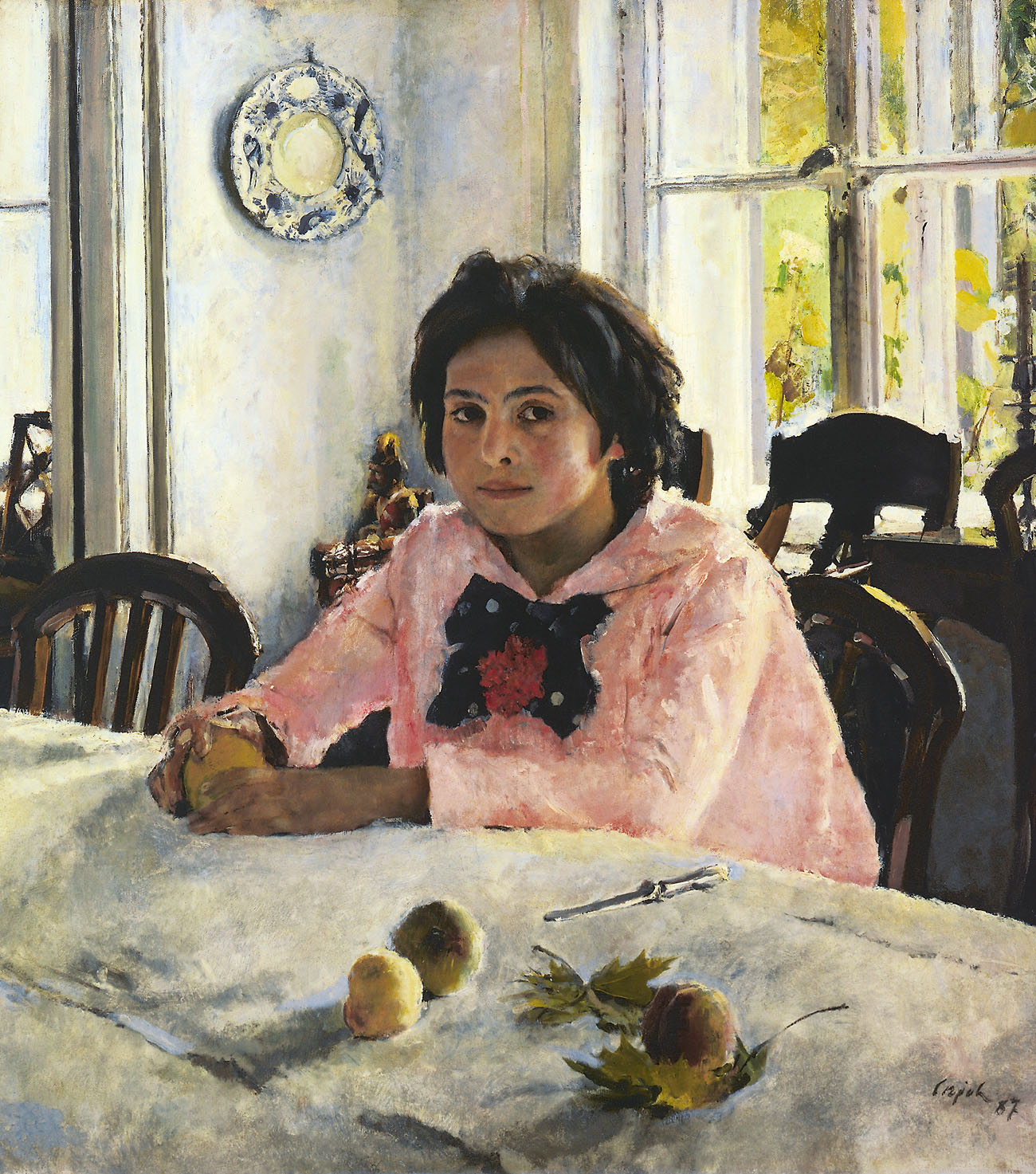
Das Mädchen mit den Pfirsichen (1887, Tretjakow-Galerie)
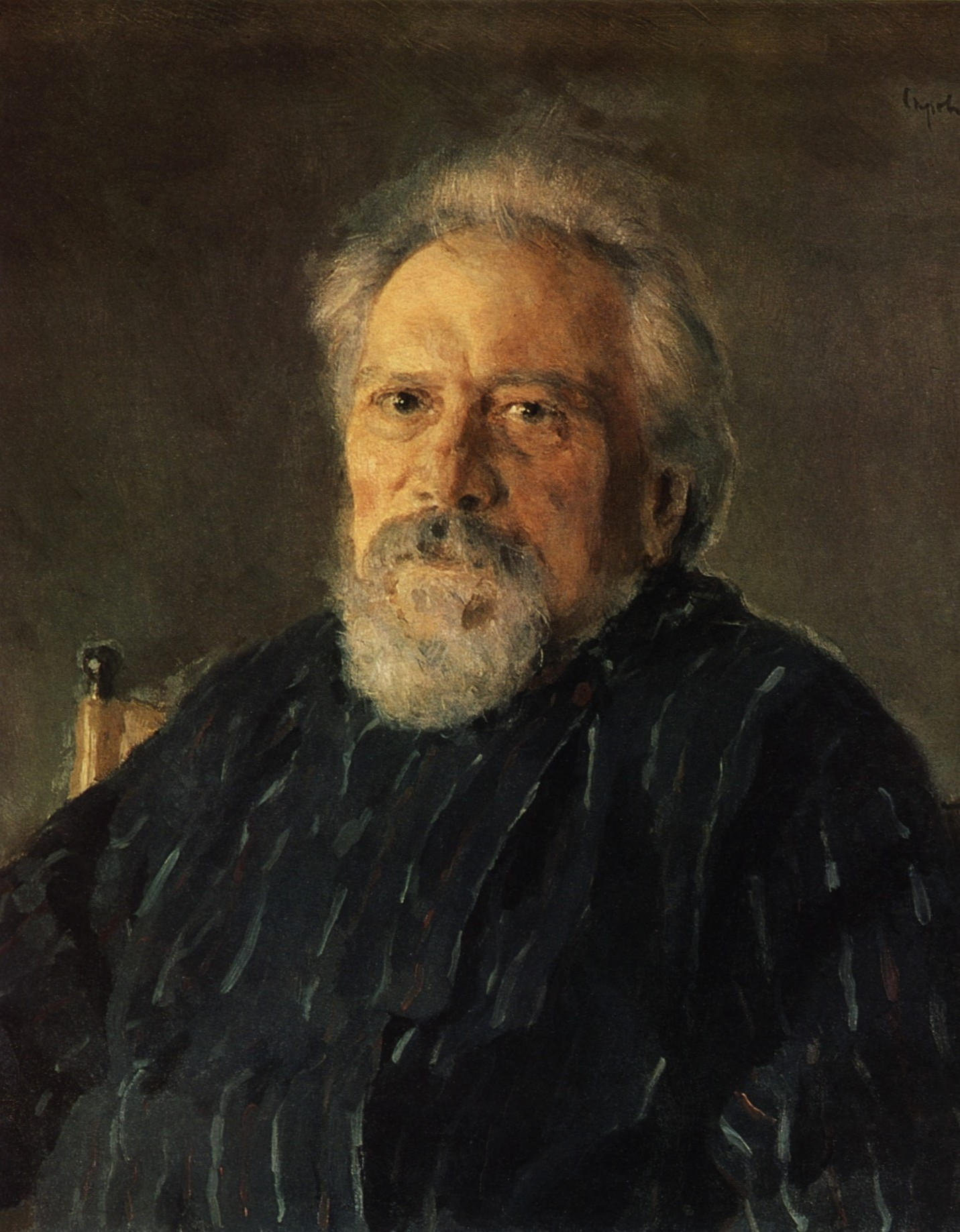
Nikolai Leskow (1894, Tretjakow-Galerie)
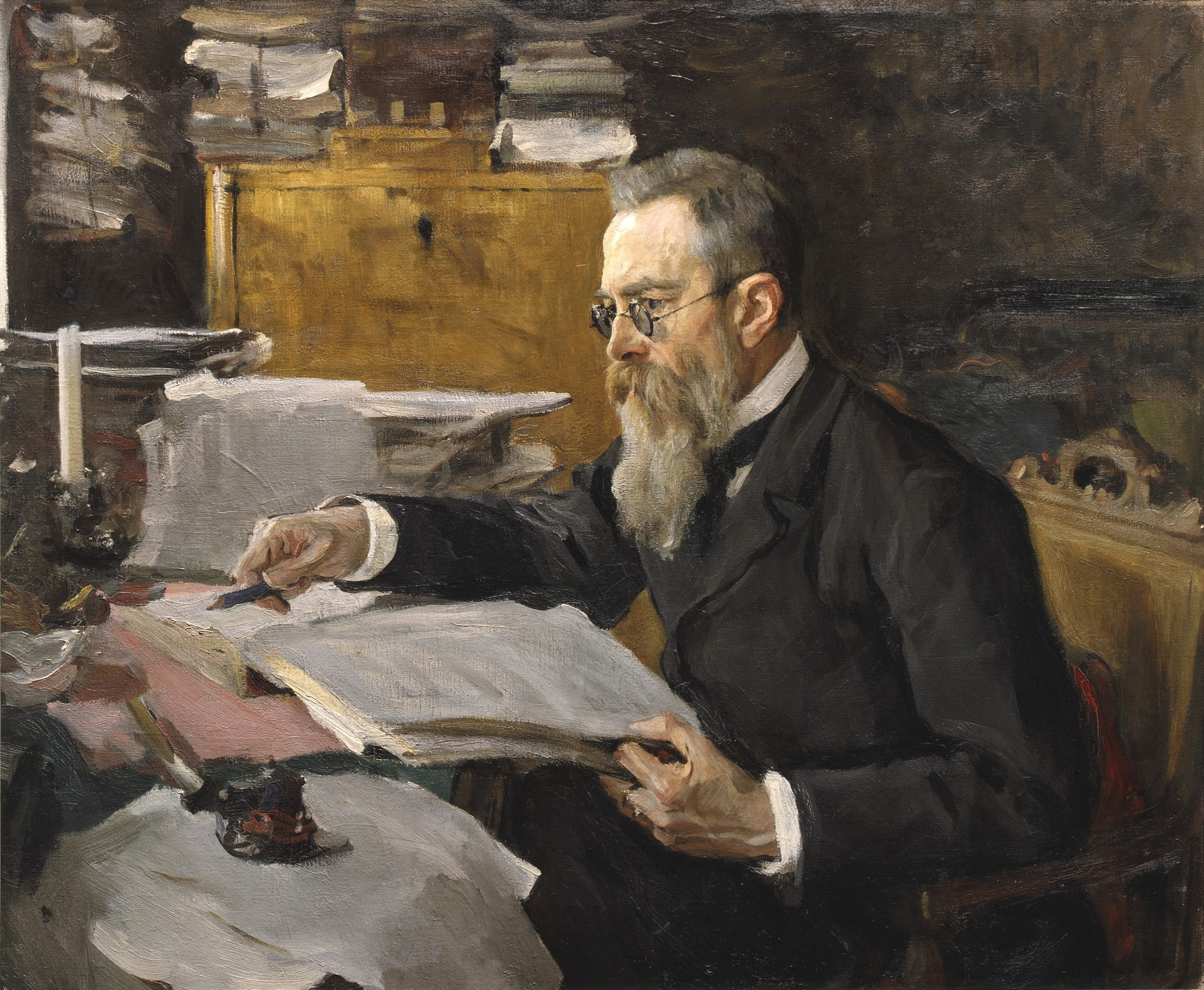
Nikolai Andrejewitsch Rimski-Korsakow (1898, Tretjakow-Galerie)
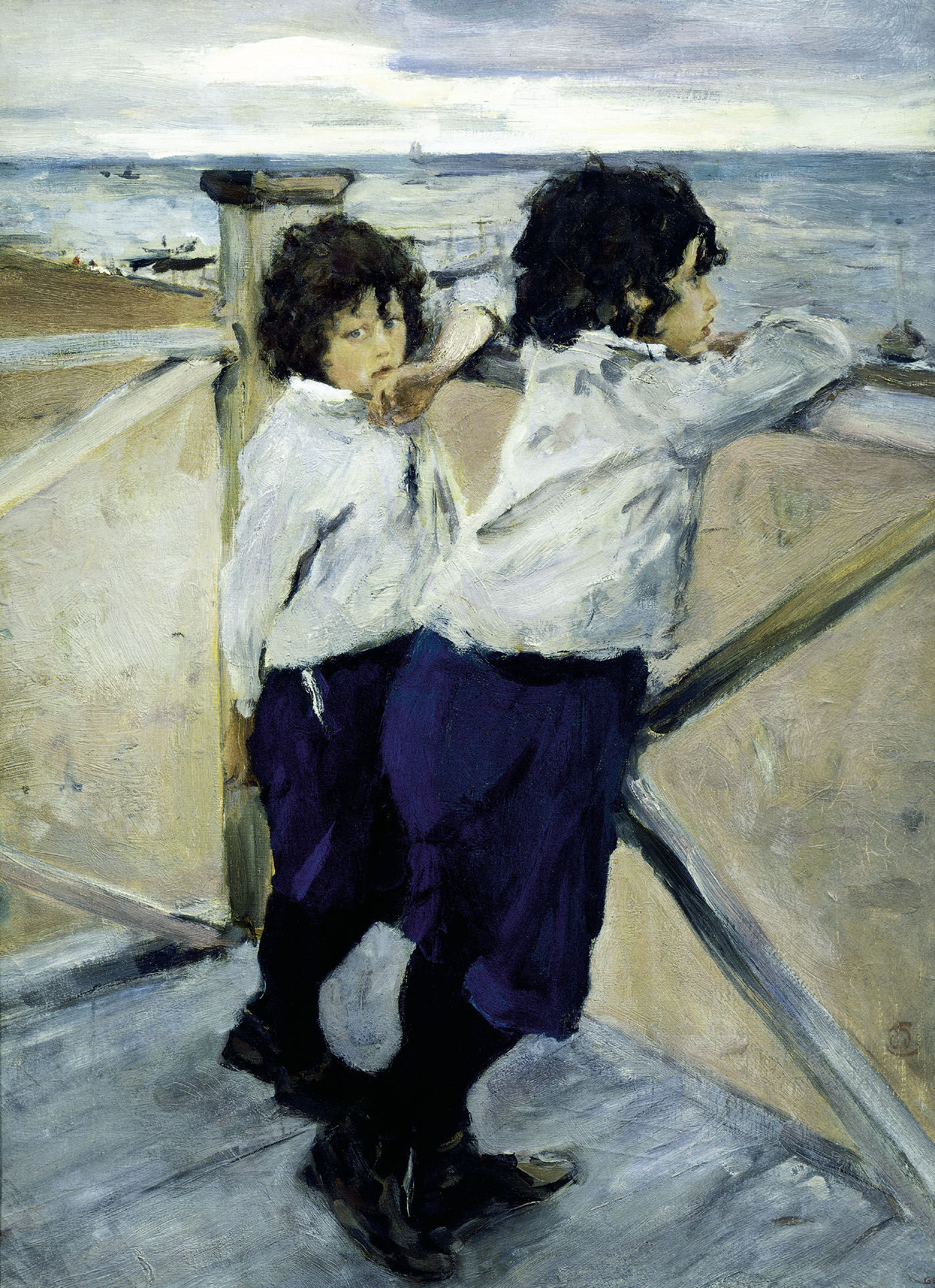
Kinder (1899, Russisches Museum)
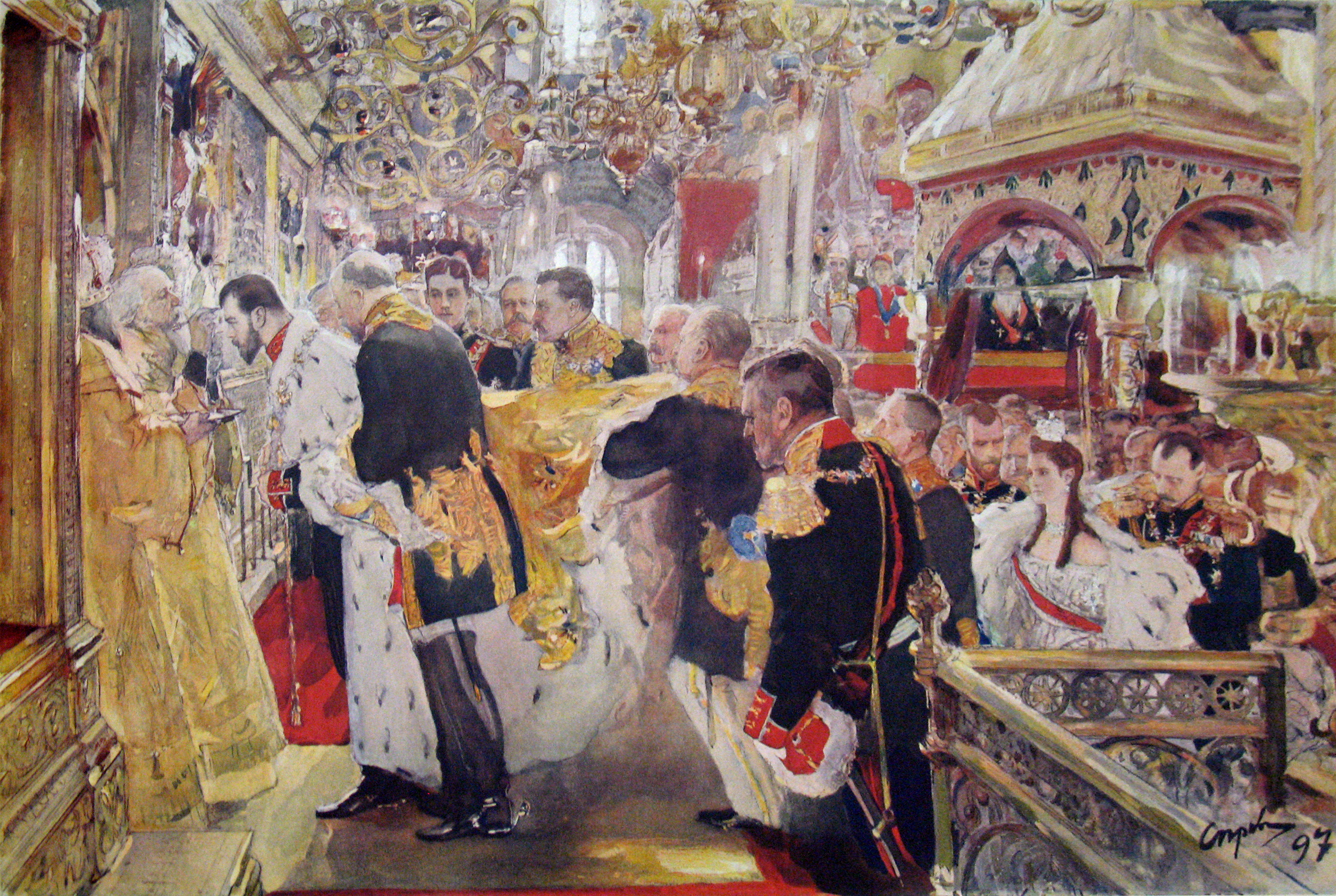
Krönung von Zar Nikolai II. von Russland (1899, Tretjakow-Galerie)
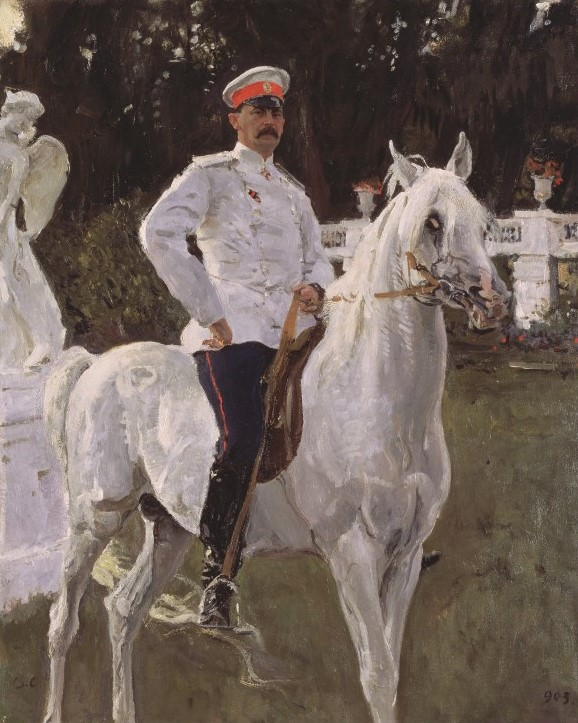
Felix Sumarokow-Elston (1903, Russisches Museum)
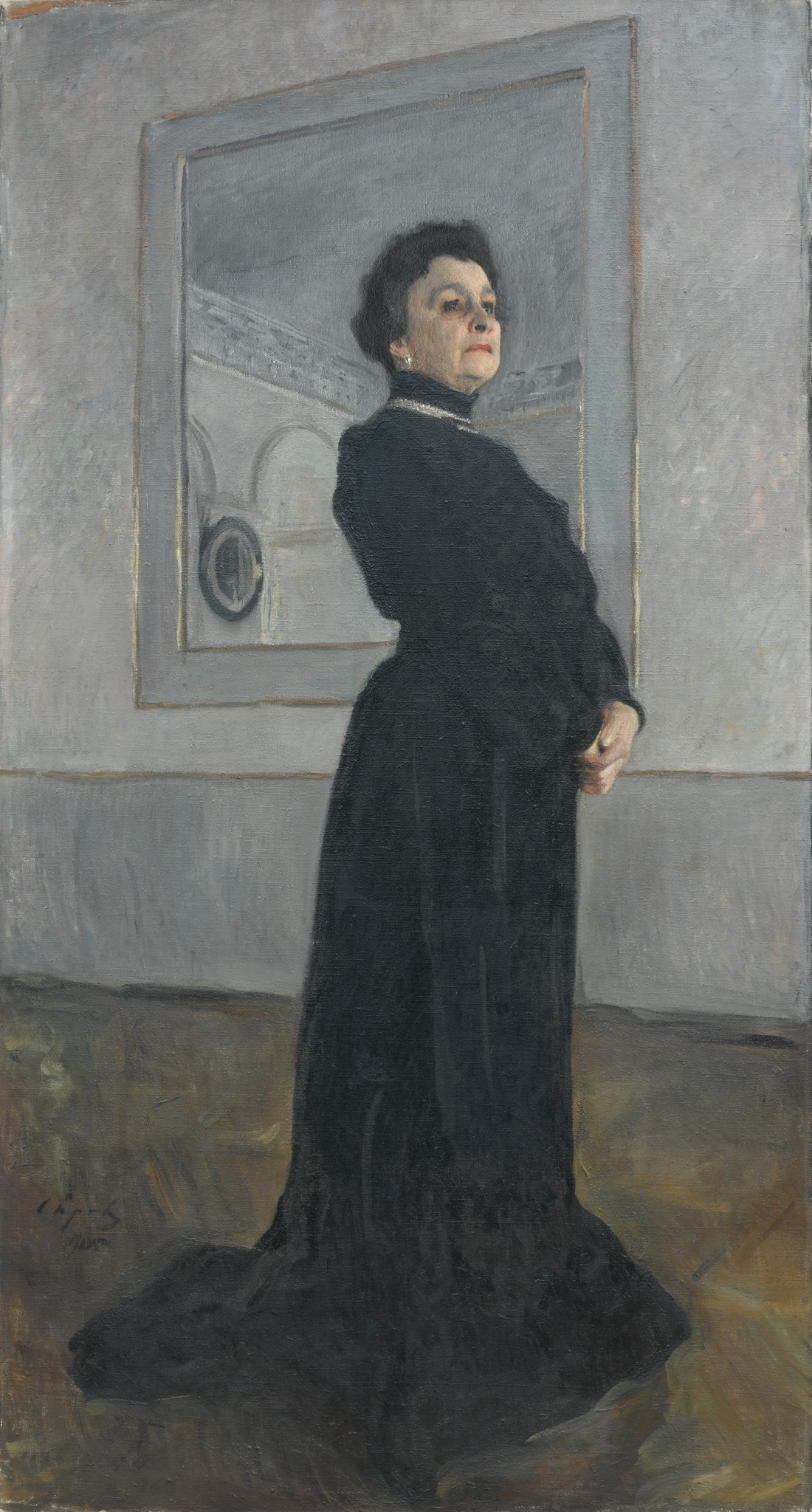
Marija Nikolajewna Jermolowa (1905, Tretjakow-Galerie)
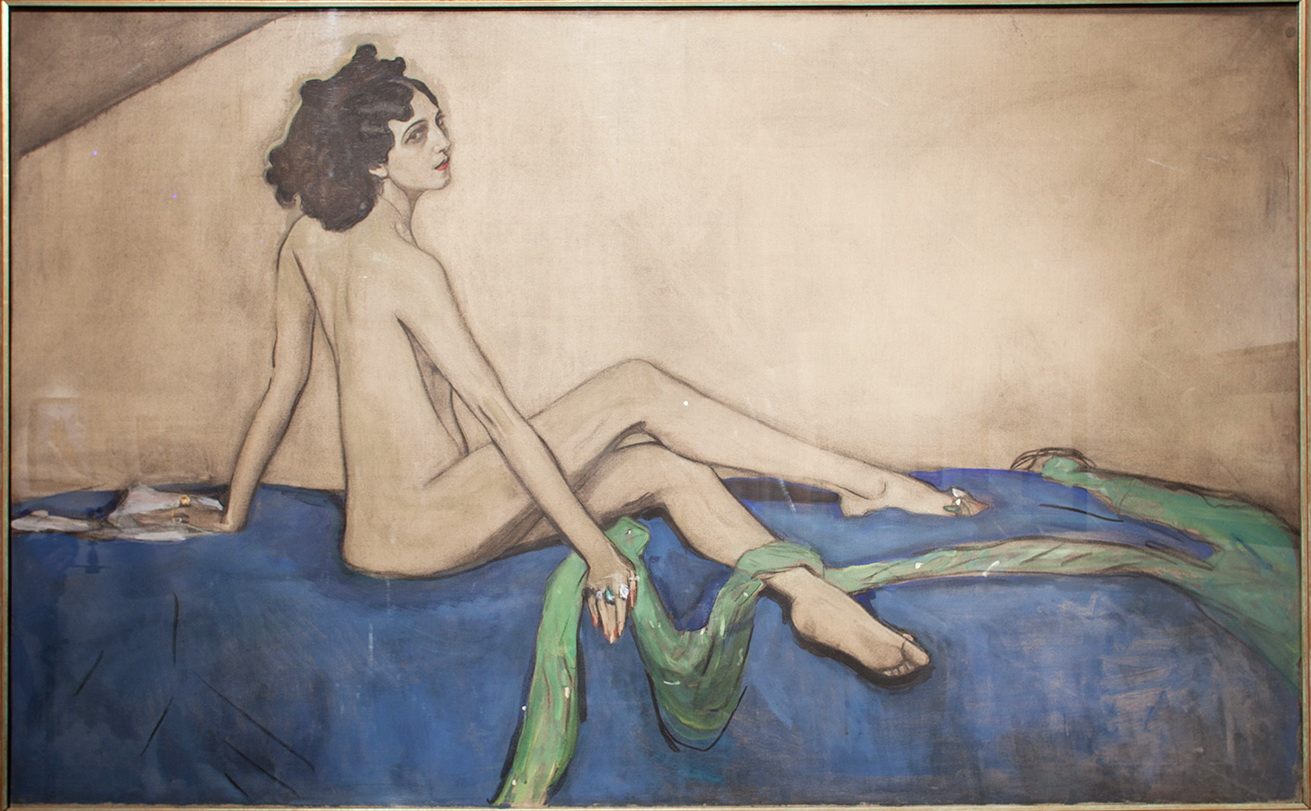
Ida Rubinstein (1910, Russisches Museum)
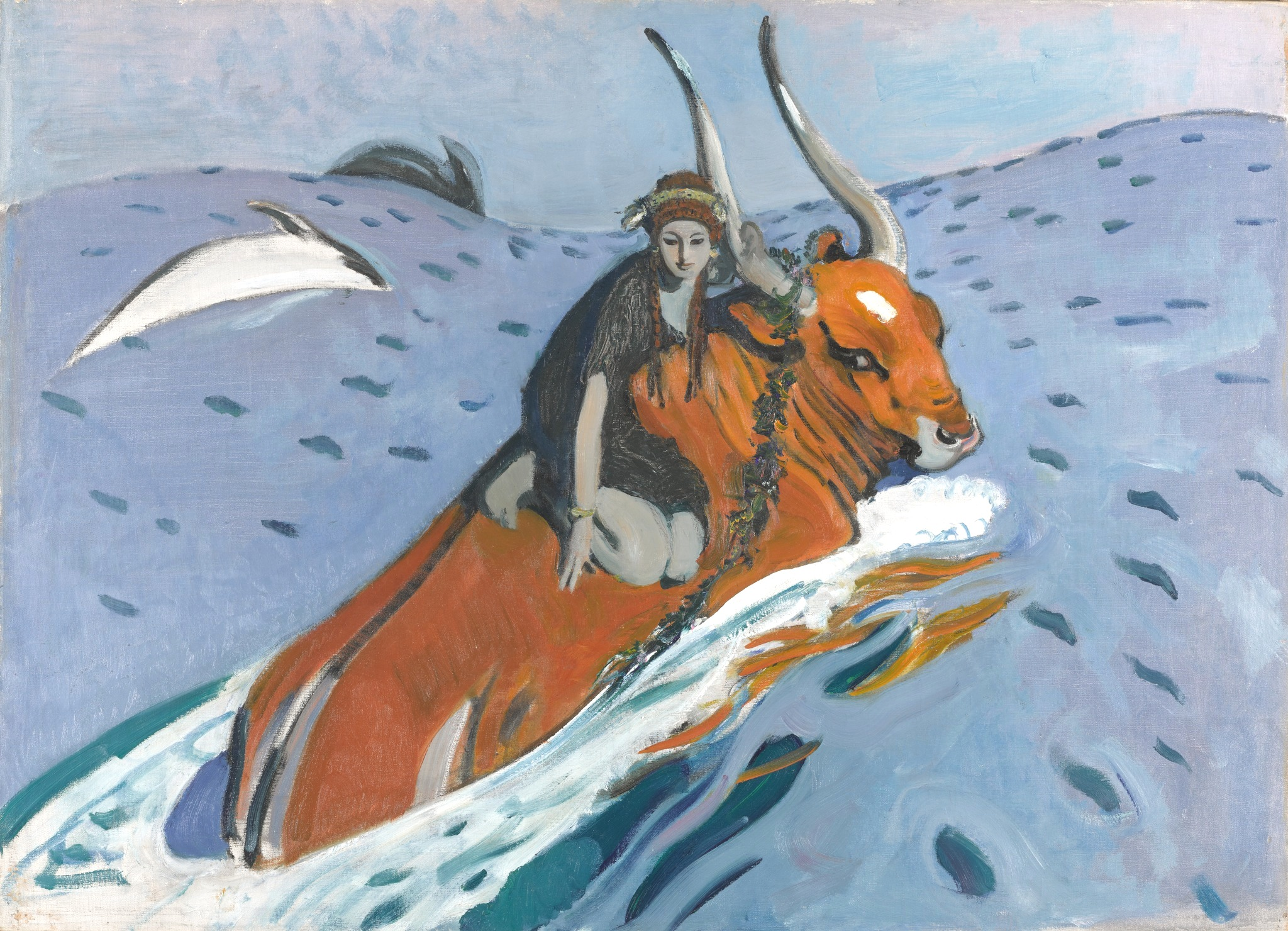
Der Raub der Europa (1910, Tretjakow-Galerie)
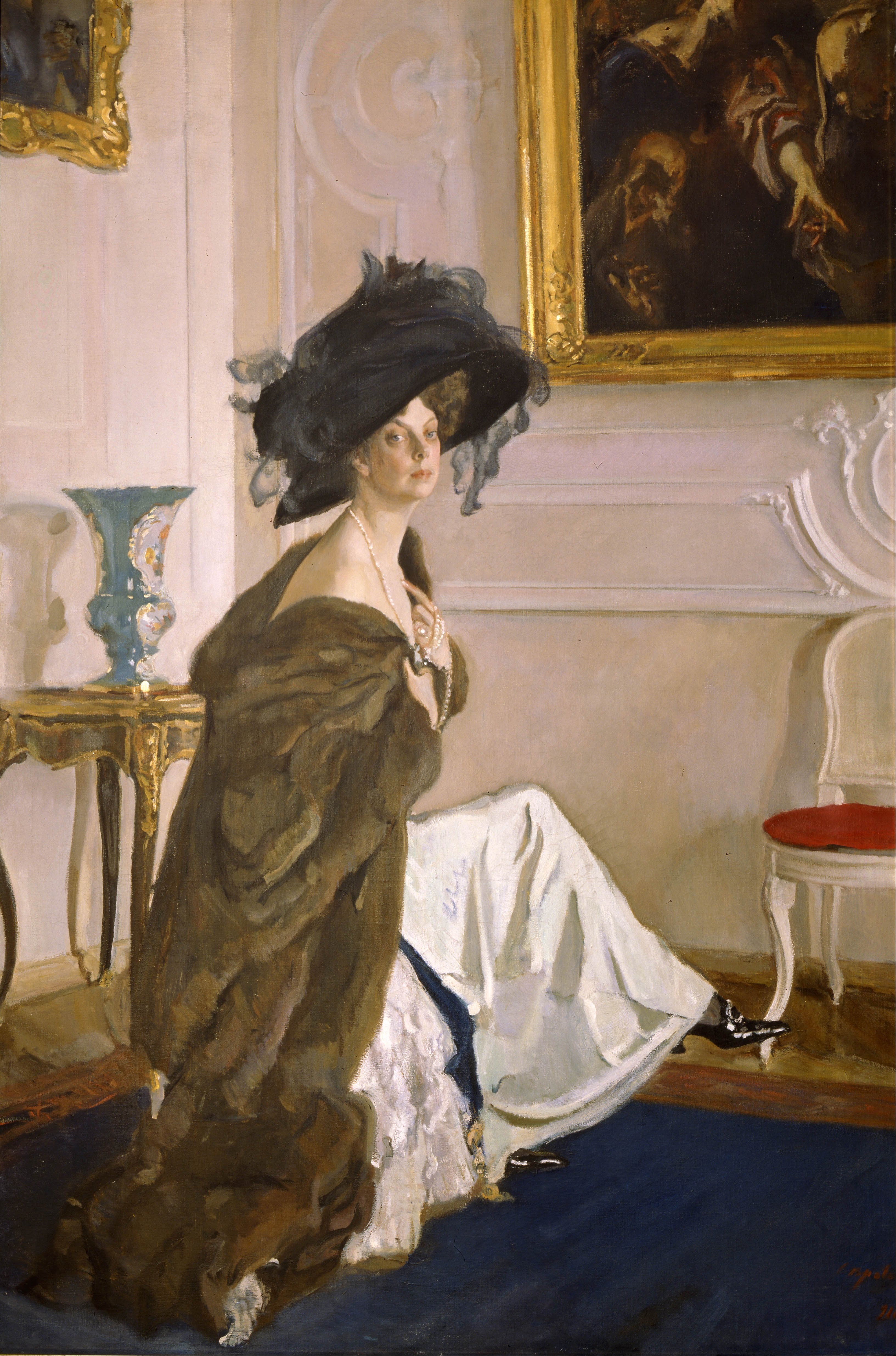
Portrait der Olga Orlowa (1911, Russisches Museum)